# Sint-Ursulakerk (Eigenbilzen)

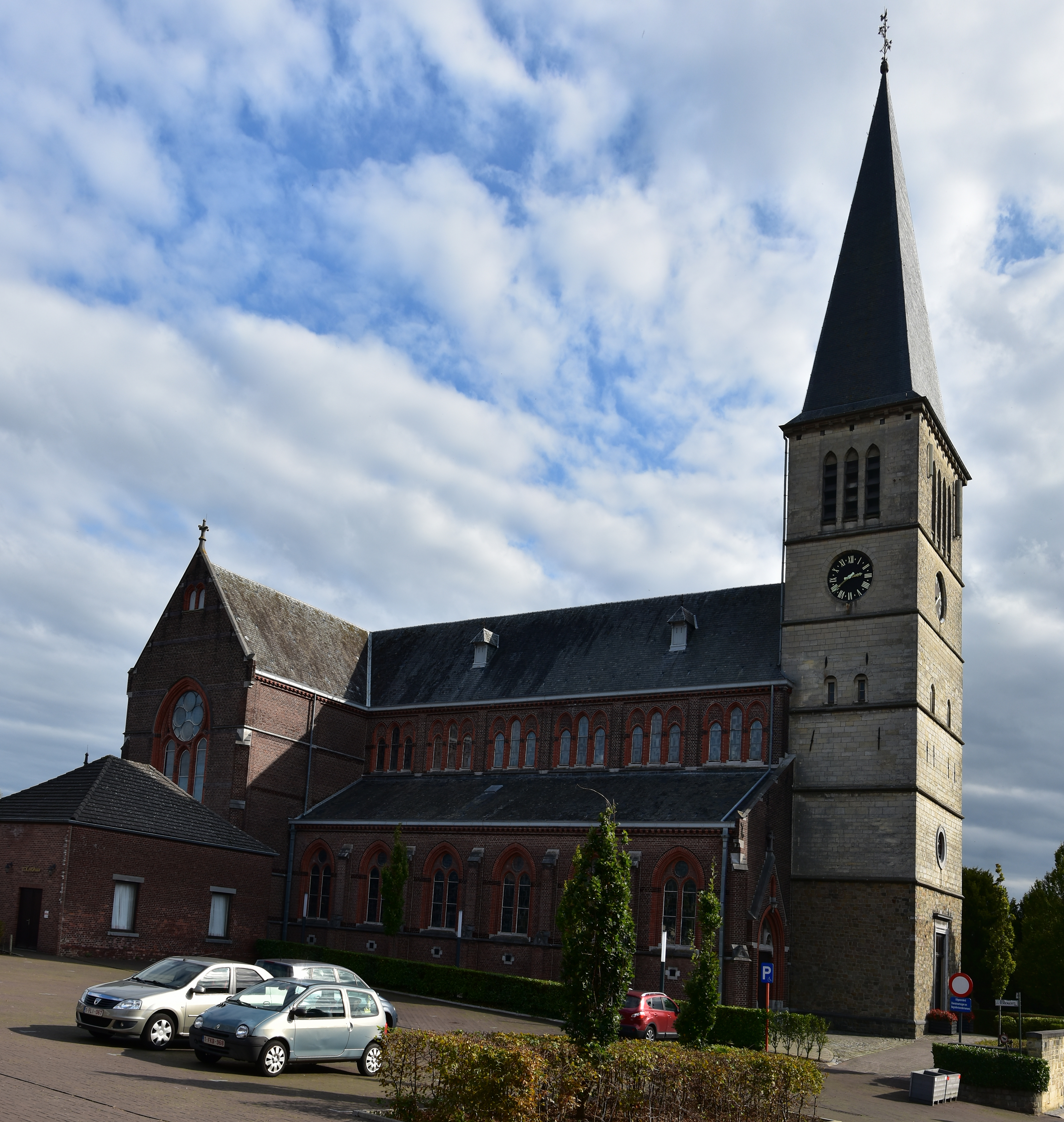
Sint-Ursulakerk

De Sint-Ursulakerk is de parochiekerk van Eigenbilzen, gelegen aan het Eigenbilzerplein. De kerk is toegewijd aan de heilige Ursula van Keulen.

## Bouwhistoriek
Oorspronkelijk stond hier een gotische kerk waarvan, bij de bouw van de huidige kerk, de toren gespaard is gebleven. De vier onderste geledingen van deze toren dateren uit de 13e en 14e eeuw. In 1910 werden er twee geledingen aan deze toren toegevoegd. De onderste geleding van de toren is van breuksteen en heeft een neoclassicistisch portaal uit de eerste helft van de 19e eeuw. De daaropvolgende drie geledingen zijn uit mergelsteen, evenals de in 1910 toegevoegde geledingen.
De huidige kerk is een neogotische kruisbasiliek, die van 1908-1910 werd gebouwd in baksteen, onder architectuur van Mathieu Christiaens.
Het meubilair omvat twee biechtstoelen in Lodewijk XVI-stijl uit het eind van de 18e eeuw. De eikenhouten preekstoel heeft panelen uit omstreeks 1700. De communiebank is uit midden 19e eeuw. Ook is er een 17e-eeuws Sint-Ursulabeeld.

## Afbeeldingen

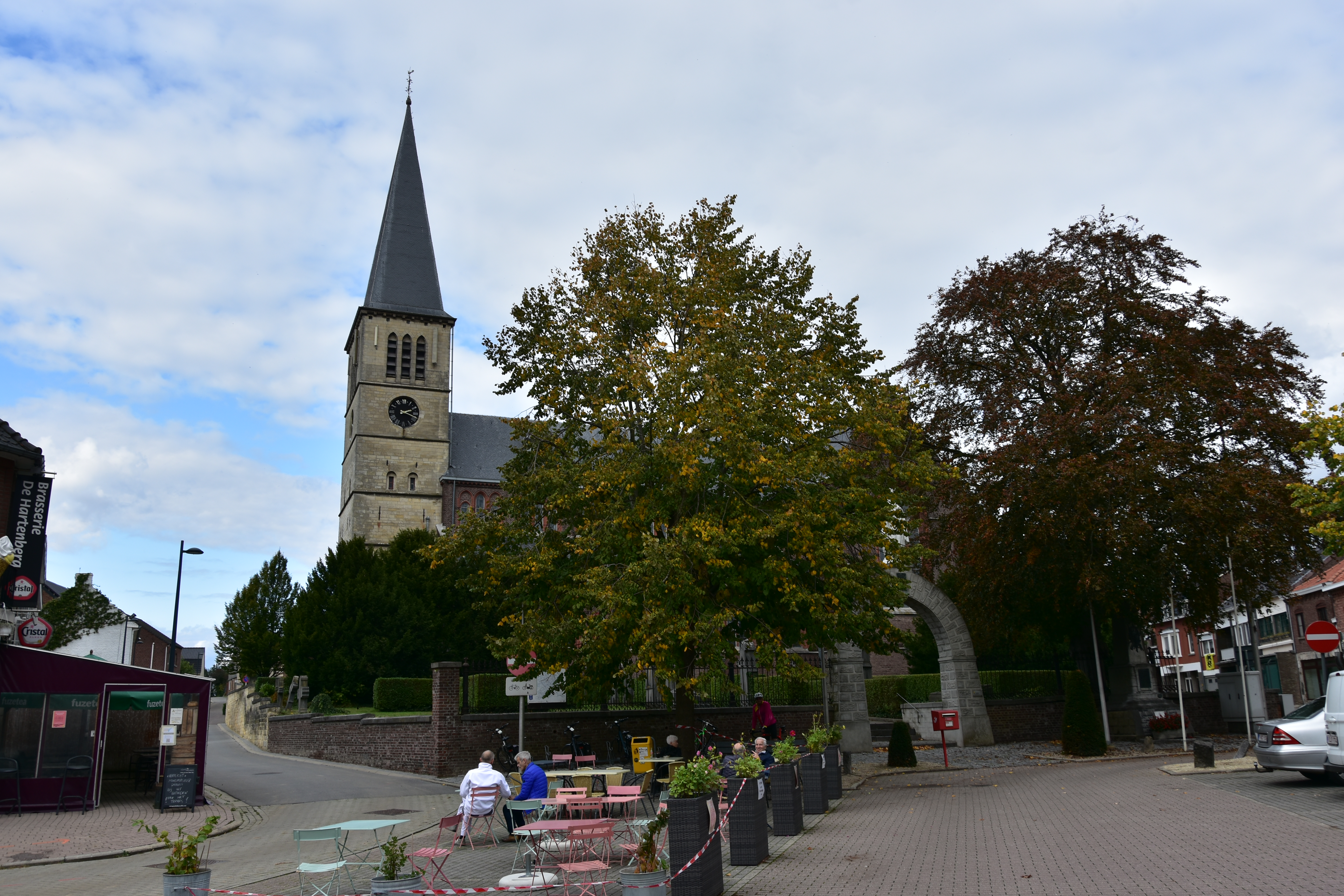
De kerk aan het Eigenbilzerplein
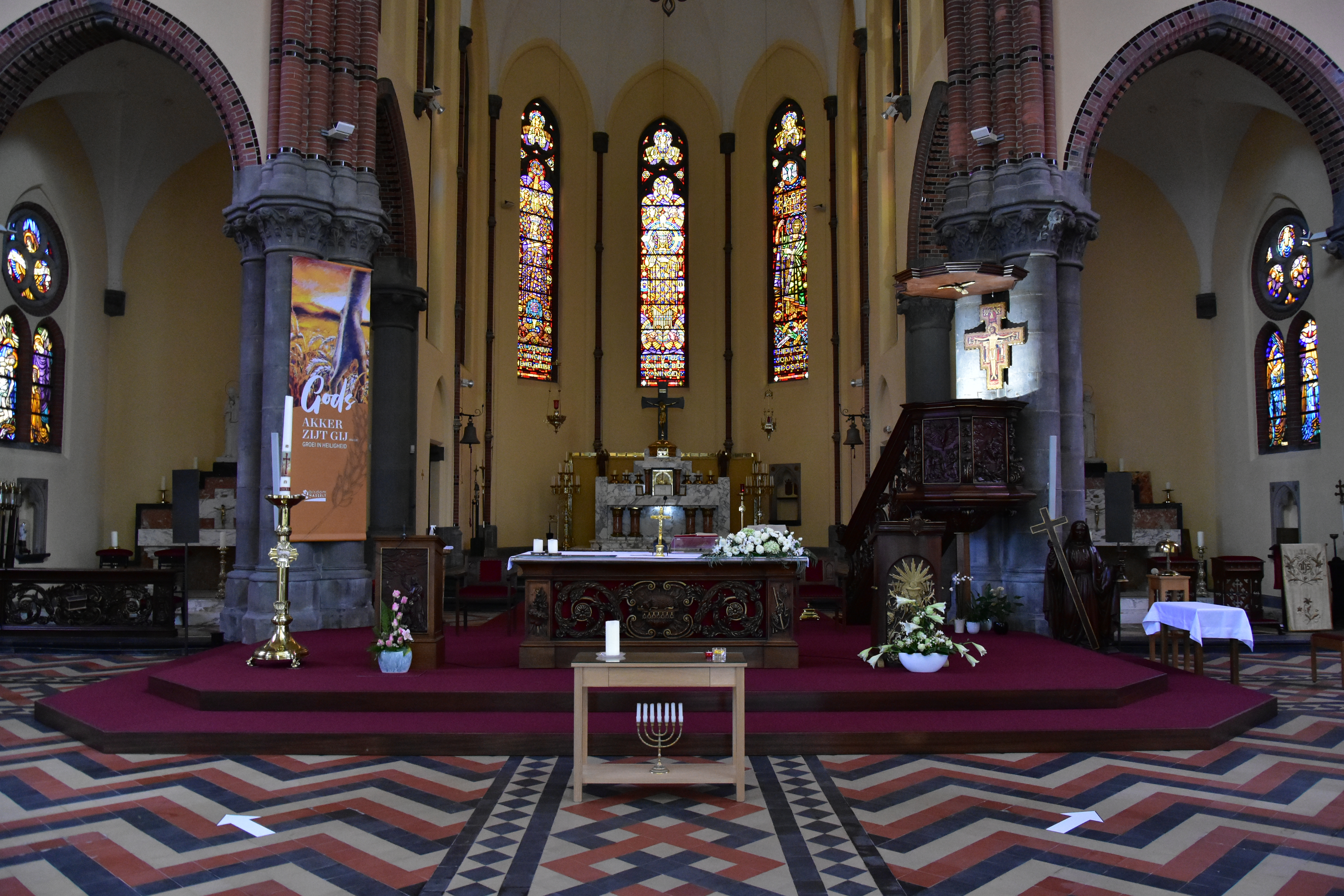
Het priesterkoor
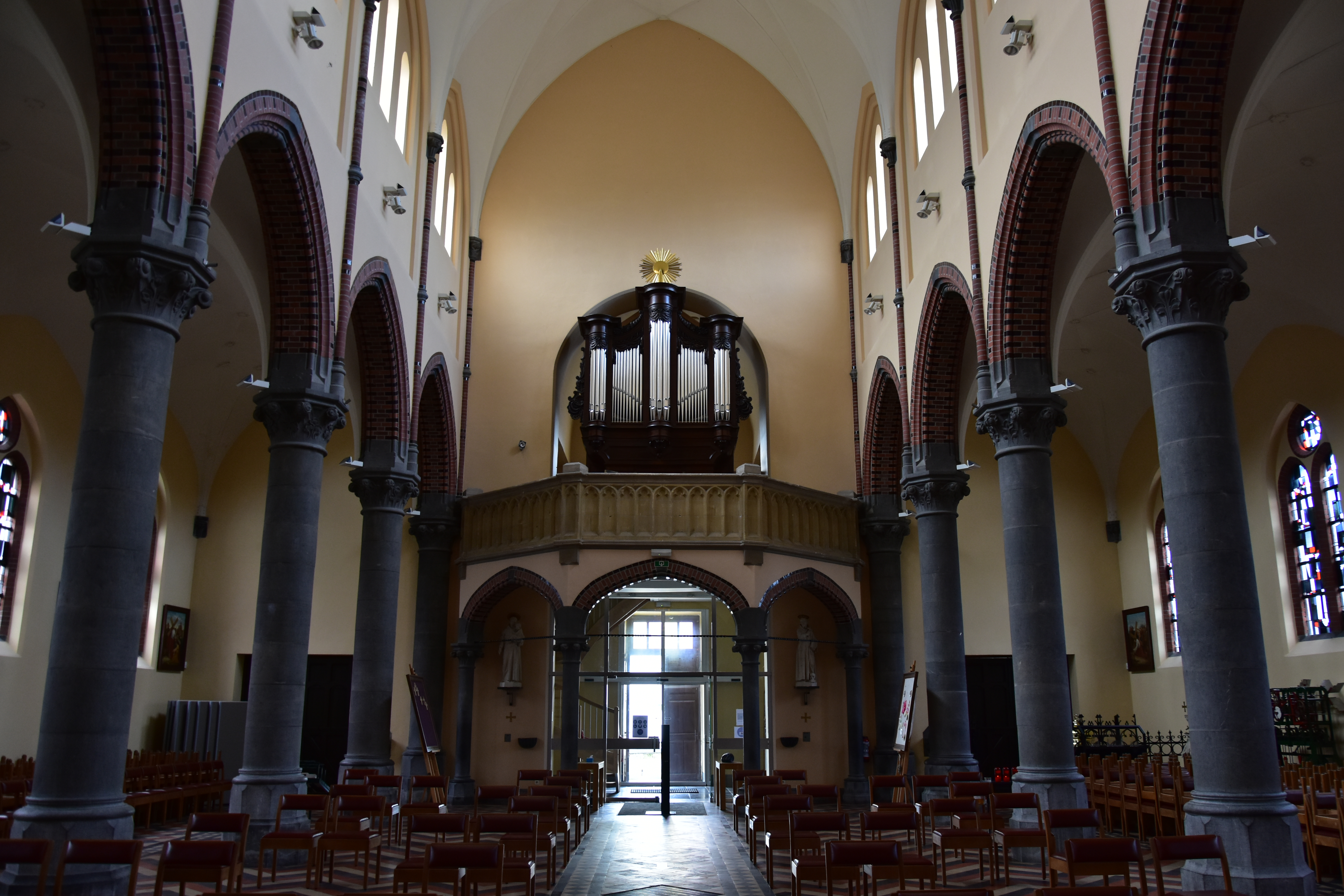
Achterzijde van het kerkschip met kerkorgel
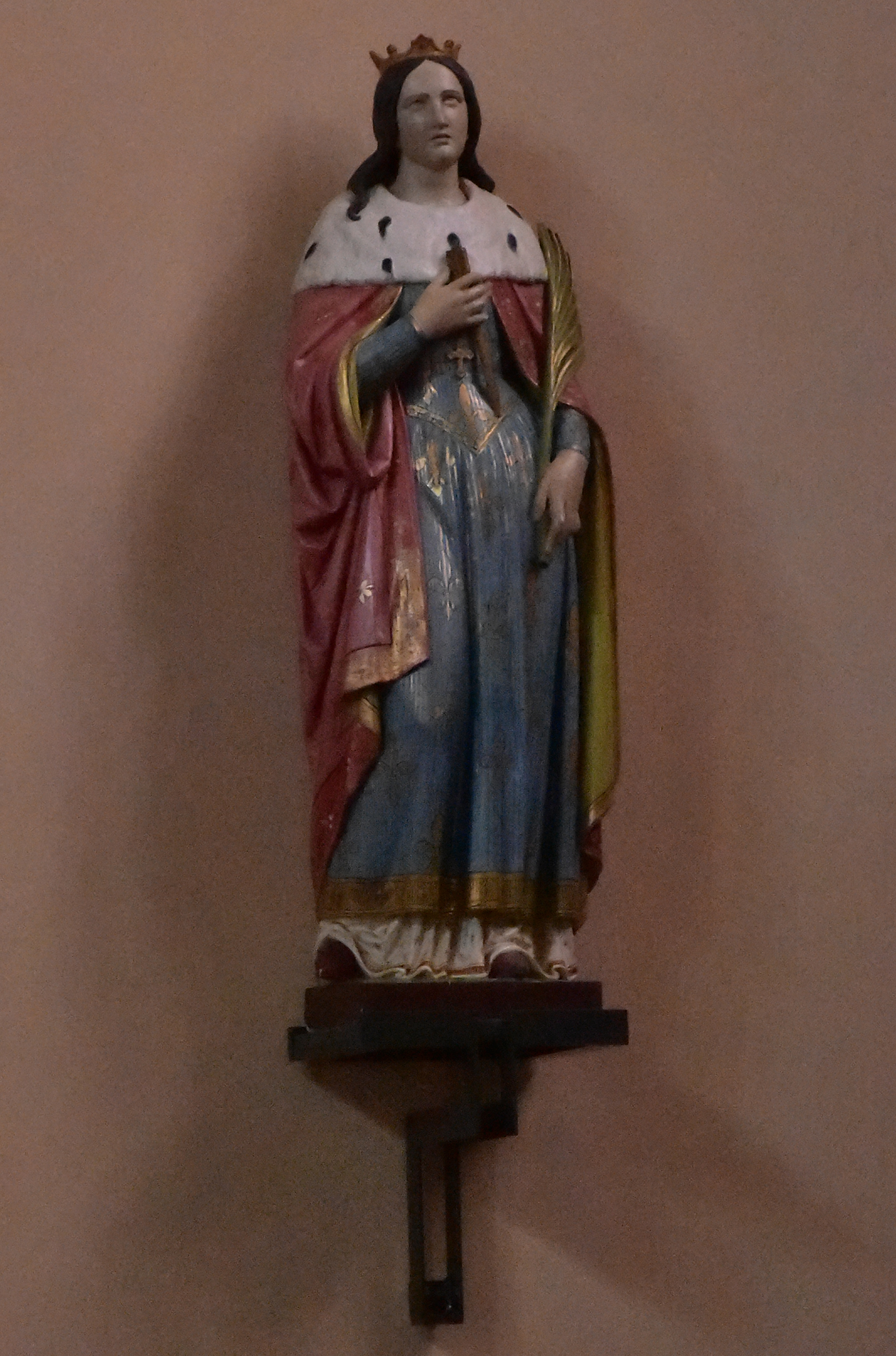
De heilige Ursula van Keulen